# أندرويد جيلي بين
أندرويد أو جيلي بين (بالإنجليزية: Android Jelly Bean)‏ هي نسخة من أندرويد أعلنت عنه جوجل في 24 يوليو 2013 لنظامها الشهير أندرويد مفتوح المصدر، وفيه قامت شركة جوجل بالكثير من التحديثات والإضافات الداخلية ضمن النظام؛ بغية زيادة الأداء وسرعة الاستجابة والتعامل مع العمليات ومعالجتها بسرعة أكبر، بالإضافة إلى تقديم الكثير من التسهيلات لمطوري تطبيقات وألعاب أندرويد؛ لبناء برامجهم بشكل أفضل مع توافق أكبر وسرعة أعلى، وفق معايير منها سابقة تم تحسينها، أو عبر إضافة معايير جديدة لتحسين تجربة الاستخدام على منصة أندرويد.

## نظام أسرع وأنعم وأكثر استجابة
قامت جوجل في هذه النقطة بزيادة سرعة نظام أندرويد وجعله أكثر نعومة أثناء اللمس وباستجابة أكبر عند عمليات اللمس والتحكم في التطبيقات، حيث قامت بإتباع أسلوب توزيع العمليات على المعالجات متعددة الأنوية بحيث تقوم بتوزيع المعالجة والعمل بشكل متوازي أو تسلسلي، وهذا ما سوف يقلل من زمن الاستجابة وزيادة في سرعة في معالجة المعلومات، كما قامت جوجل بتحسين ظهور الأشكال الهندسية أو المنحنية بدقة أعلى وأفضل إلى جانب العرض ثنائي الأبعاد وعرض خطوط الكتابة بشكل أوضح وأجمل، كخلاصة لهذه النقطة فقد حصل النظام على تحسين كبير جعله أسرع وأنعم من الإصدار السابق وبشكل ملحوظ.

## معيار OpenGL ES 3.0
قامت جوجل بإضافة دعم لمعيار OpenGL ES 3.0 لتقديم تجربة ألعاب أندرويد أفضل وأكثر دقة ووضوح، وبالاعتماد على مكتبة Khronos OpenGL ES 3.0 مع التوافق مع المعالجات التي تدعم هذه المكتبة سوف يتمكن مطورو الألعاب من بناء وتصميم ألعاب ثنائية أو ثلاثية الأبعاد بدقة (غرافيكس) أعلى وأوضح، وقد قامت الشركة بإستعراض لعبة سباق السيارات asphalt 8 وPrince of Persia (وهما من ألعاب أندرويد التي تدعم هذه التقنيات مع التوافق مع عتاد حاسب جوجل Nexus 7 الجيل الثاني).

## تحسين إتصال البلوتوث
الآن وبفضل تقنية البلوتوث الذكي Bluetooth Smart ذو الإستهلاك المنخفض للطاقة يمكن للمطورين تحسين تطبيقاتهم وبرمجتها لكي تتلائم مع هذه التقنية، مع إمكانية ربطها بحساسات أي جهاز موجود وقريب من هاتف أو حاسب أندرويد اللوحي مثل أجهزة الرياضة أو الصحة أو التحكم (الصوتيات) أو جهاز يمكن ربطه عبر البلوتوث بنظام أندرويد، وكل هذا بفضل إتاحة مكاتب وبروتوكولات خاصة بهذه الأمور للمطورين، لكن مع الإشارة إلى توافق شريحة البلوتوث الموجودة في أجهزة أندرويد (هواتف ذكية – حواسب لوحية) مع هذه التقنيات.

## دعم الحسابات المقيدة
جاءت هذه الخطوة لتكمل ما تم بناءه مسبقًا في ميزة تعدد المستخدمين على الحواسب اللوحية، حيث تتيح هذه المميزة التحكم بشكل أكبر لتحديد التطبيقات التي يمكن إستخدامها على الحاسب اللوحي وتقيد التطبيقات الأخرى ومنعها للإستخدام وهذه الميزة سوف تكون مفيدة لتخصيص أكثر من مستخدم مثل (خاص – اصدقاء – أطفال..وغيرها) وبذلك سوف يتم تحديد التطبيقات التي سوف يمكن تشغيلها في كل حساب بشكل مستقل ومنع باقي التطبيقات أو برامج اندرويد ويختلف هذا الامر من حساب إلى اخر، وكل هذه الامور سوف تتم ضمن خيارات خاصة يتم إعدادها بشكل مسبق، وبالتأكيد تحتاج هذه الميزة للدعم من قبل المطورين على تطبيقاتهم. وأعتقد بأن هذه المميزة سوف تكون ممتازة عند وضع الحاسب اللوحي بين ايدي الأطفال ومنهم للوصول إلى محتوى غير مرغوب به حسب الفئة العمرية.

## تحسين الحساسات وتحديد المواقع
قامت جوجل بتحسين عمل الحساسات وتحديد المواقع في اندرويد 4.3 بشكل كبير مع الاستفادة من الطاقة بشكل أكبر وعدم إستهلاكها وهدرها بشكل كبير كما في السابق، حيث قدمة تقنية تم تسميتها بـ Hardware geoforcing (إجبار جغرافية الأجهزة) وهي تقوم بتحديد المواقع بالاعتماد على الشرائح والقطع الإلكترونية الموجودة في هاتف أو حاسب اندرويد اللوحي بدون عمليات حسابية حتى في حال الحركة لتوفير الطاقة وعدم إستهلاك البطارية بشكل كبير كما يحصل عند تشغيل الـ GPS.
إضافة إلى ذلك تم وضع تقنية اللاسلكي في وضع التشغيل الدائم Wi-Fi scan-only mode وهنا سوف يتسأل البعض كيف اللاسلكي سوف يكون في حالة عمل دائم وهذا ما قد يقوم بهدر الطاقة بشكل كبير، الجواب وبكل بساطة سوف يكون اللاسلكي في حالة عمل بدون إتصال بالشبكة اللاسلكية أي فقط لتحديد الموقع بشكل دقيق لكي تتمكن التطبيقات التي تتطلب تحديد موقع من الحصول على المعلومات بدون اللجوء إلى الـ GPS الذي يهدر طاقة البطارية بشكل كبير ويحتاج هذا الامر صلاحيات لأستخدامها.
الامر الاخير هو تحسين عمل الحساسات لكي تصبح أكثر دقة وبدون أي تداخلات وتأثيرات مثل الحساسات المغناطيسية أو الجيروسكوبات (مثال: Galaxy S4 يحمل العديد من الحساسات والمستشعرات)، وهذا ما سوف ينعكس إيجابًا على تحسين تجربة الألعاب باستخدام الحساسات على اندرويد 4.3 جيلي بين.

## قدرات جديدة في الوسائط
فيما يتعلق بالوسائط (ميديا) موسيقا وفيديو قامت جوجل بدعم اندرويد 4.3 بأمور عديدة من اهمها إدارة الحقوق الرقمي DRM هو نظام يقيد عرض أو تشغيل المواد الرقمية على الهواتف أو الحواسب أو أجهزة تشغيل الموسيقى والأفلام، وهذا ما سيقوم بتحسين تجربة تطبيقات الفيديو والموسيقا بشكل أكبر.
الامر الثاني هو دعم معيار VP8 encoder لضغط الفيديو لتقديم اداء عالي مع وجود API خاص OpenMAX 1.1.2 وهنا يجب الإشارة إلى ان الامر يحتاج أجهزة تدعم هذه المعايير وهي الآن متوفرة على اجهزة جوجل Nexus 4، Nexus 10، Nexus 7.
ويمكن الآن للمطورين بث المحتوى من OpenGL ES إلى المشفر بدلًا من عملية حفظ نسخة بين الـ buffers (ذاكرة تخزين صغيرة)، تحسينات كثيرة طرأت على النظام وخاصة للمطورين في بث الفيديو والصوت بصيغة MPEG-4 من خلال ملف بمخرج وحيد single MPEG-4 ouput file.
الامر الاخير والمفيد للمستخدمين هو إمكانية التحكم بالوسائط من خلال شاشة القفل أو التنبيهات والتحكم عن بعد بواسطة الاجهزة المتصلة بواسطة البلوتوث، والان مع اندرويد 4.3 يمكن التحكم بتشغيل الملفات وسرعتها أو الانتقال في الملفات عن بعد عبر اجهزة التحكم البعيدة.

## طرق جديدة لبناء تطبيقات جميلة
في هذه الفقرة يطول الحديث عن المميزات التي تم إتاحتها في اندرويد 4.3 لبناء وبرمجة تطبيقات جميلة وبأفضل وأعلى المعايير وتتلخص هذه الامور في نقاط عديدة ومنها ما يلي:

### الوصول إلى التنبيهات
تطبيقات اندرويد الآن اخذت كل الحرية في طريقة عرض التنبيهات على الاجهزة (الهواتف الذكية – الحواسب اللوحية – اجهزة اندرويد) أو حتى على الاجهزة المحيطة مثل الساعات الذكية أو أي شاشة صغيرة التي يتم ربطها مع جهاز الاندرويد عبر وسائل لاسلكية مثل البلوتوث، ويمكن الآن تطوير تطبيقات تحمل خيارات اوسع (observe the stream of notifications) من حيث التنبيهات وإبلاغ المستخدمين حسب إعداد إستقبال التنبيهات بالصلاحيات الخاصة به، وكل هذا أصبح يعتمد على API جديد وبذلك سوف يتم إرسال التنبيهات بشكل كامل ومفصل من التطبيق.
الخيارات الجديدة (register a notification listener) سوف تمكن المطور من الاستماع للتنبيهات ومتابعتها عبر الـ API وبعد موافقة المستخدم على ذلك وسوف يتمكن المطور من معرفة امور عديدة عن التنبيهات ومنها وقت ظهور التبيه اومسحه وطريقة المسح هل تمت بالسحب أو ان التطبيق قام بسحبه وإزالته وعلى اساس هذه الامور سوف يمكن القيام بعمليات أخرى في التطبيق اعتمادا على نوعية الإجراء الذي تم.
خلاصة ما تحدثنا عنه، يمكن الآن للمستخدم التحكم (Users remain in control) بتنبيهات تطبيقاته وإعطاء الصلاحيات بقفل الولوج إلى التنبيهات (enable or disable access) وبذلك يمكن للمطورين عدم التحكم أو التحكم في أمور أخرى وتقديم خدمات أكثر من خلال هذه الصلاحيات.

### عرض التطبيقات
عندما نتكلم عن طريقة عرض التطبيقات يجب ان نشير إلى امور عديدة في عملية بناء طبقات عرض التطبيقات وهي تكون الطبقات بشكل هرمي (hierarchy) حيث اتاحت جوجل في هذا التحديث عرض نوافذ بشكل شفاف على طبقات العرض بغية إنشاء تأثير حركي (انيميشن) أو نافذة بشكل مؤقت دون التعرض والتداخل مع الطبقات الهرمية الأخرى وهذا ما سينعكس على عرض تأثيرات حركية أفضل واعلى للتطبيقات وهنا عندما نتكلم عن الحركات فهي مثل ظل أو إضاءة أو لمعة، وهذه الامور بالطبع تشمل الويدجت المتضمن من التطبيقات.

### انماط حركة وتدوير مخصصة
يمكن للتطبيقات تعريف انمط حركية للدخول أو الخروج من التطبيق مستخدمةً النوافذ عندما يكون الجهاز في حالة تدوير، ويمكن ضبط خيارات النافذة لتفعيل عملية أو حركة قفز-قطع (jump-cut) أو (cross-fade) أو الحركة القياسية (standard)، والنظام يستخدم انماط لحركة مخصصة عندما تكون النافذة كاملة وغير مغطاة من النوافذ الأخرى.

### انماط توجيه الشاشة
التطبيقات يمكنها الآن ضبط انماط توجيه للعمليات الفعالة للتأكد من ظهورها بشكل موجه عندما يتم قلب الجهاز، بالإضافة لإمكانية استخدام نمط قفل الشاشة للحالة الموجهة حاليًا، هذه النقطة مفيدة للتطبيقات التي تستخدم الكاميرا لمنع الدوران عند تصوير الفيديو.

### الاستجابة السريعة للتطبيقات
في اندرويد 4.3 أصبحت الاستجابة للتطبيقات اسرع مثل إرسال رسالة SMS مع وجود مكالمة هاتفية وبدون الحاجة إلى إنهاء المكالمة أو قفل الهاتف.

## دعم اللغات العالمية
اندرويد 4.3 جيلي بين أصبح يدعم الآن اللغات (RTL) التي تُكتب من اليمين إلى اليسار كاللغة العربية وذلك بدعم المحاذاة بشكل أفضل في التطبيقات والقوائم والتنبيهات والويدجت، ومن أهم التطبيقات الرئيسية التي تم دعمها بشكل أفضل هي (الهاتف Phone)، (الأشخاص people)، وإعدادات الجهاز والساعة ومدير التحميل وقائمة الإعدادات السريعة التي يتم سحبها من الأعلى.
خيارات كثيرة تم إضافتها للمبرمجية لعرض اللغات في تطبيقاتهم حسب الدولة واللغة التي يستخدمها الجهاز مثل عرض التاريخ والأشهر والارقام حسب اللغة المستخدمة بشكل أوتوماتيكي، كما تم إضافة خيارات للمطورين لعرض اللغات وتشفيرها بدون أي مشاكل مثل ظهور الكتابة بشكل مشوه أو مقطع.

## أتمتة واجهة المستخدم
تحديث اندرويد 4.3 اتاح للمطورين برمجية تطبيقات اندرويد بشكل أفضل ومرتبطة بواجهات المستخدم بشكل مؤتمت بحيث تم تحسين الامور المتعلقة بالكتابة بالإيماءات gesture-based input بخيارات وتحكم أفضل.
بواسطة فريم ورك جديد UI automation framework أصبح بإمكان المطورين تجربة التفاعل مع واجهات الأجهزة ومحاكات أفعال المستخدم وإستجواب محتوى الشاشة، ومن خلال الفريم ورك الجديد يمكن تنفيذ العديد من الامور مثل ضبط دورات الشاشة أو توليد أحداث الإدخال، أخذ لقطات والكثير من الأمور لتجربة الكثير من السيناريوهات التي يمكن ان يقوم بها المستخدم بما في ذلك الإجراءات أو المتواليات التي تمثل التطبيقات المتعددة.

## الأمن والحماية
الأمن والحماية حصل على حصته من هذا التحديث ايضًا، حيث قامت جوجل بتحسين الإتصال بالشبكات اللاسلكية التي تسخدم تشفير تشفير WPA2-Enterprise وقد أصبح اندرويد يستخدم SELinux وهو عنصر تحكم (MAC) في نواة (كيرنال) لينكس وهذا سوف يعطي امان وحماية أكبر لنظام اندرويد. بالإضافة إلى ذلك تم إضافة KeyChain API جديد وهذا الامور تتعلق بعمليات التشفير. مع الإشارة التي تحسينات وإضافات عديدة في امن وحماية نظام اندرويد والتطبيقات لخاصة به لا نستطيع الدخول بتفاصليها لأنها أمور معقدة وتخص المطوريين.

## طرق جديدة لتحليل الاداء
تم إضافة ادوات وطرق جديدة للمطورين لقياس اداء التطبيقات والجهاز ومشاهدة إستهلاك موارد العتاد مثل المعالج أو الذاكرة العشوائية وغيرها من الامور والمعلومات حول النظام والكرينال، وكل هذا بفضل واجهات خاصة تقوم بفحص هذه الامور الدقيقة ومنها ما يقوم بعرض هذه المعلومات على شاشة الجهاز وعرض رسومات بيانية في نفس اللحظة أي بالزمن الحقيقي من خلال ما يدعى بـ Profile GPU rendering وهذا ما سوف ينعكس إيجابًا في بناء وبرمجة التطبيقات بمعايير أفضل وأسرع بعيدة عن إستهلاك طقاة الجهاز وهذا ما يعاينيه الكثير من المستخدمين جراء استخدام تطبيقات تقوم بإستهلاك البطارية وموارد جهاز اندرويد بشراهة.